# 여자 럭비 월드컵
여자 럭비 월드컵(Women's Rugby World Cup)은 국제 럭비 평의회(International Rugby Board)의 주관하에 4년마다 열리는 전 세계인의 여자 럭비 대회이다.

## 역대 대회
| 연도 | 개최국              |          | 결승전  | 결승전   | 결승전         |          | 3위 결정전 | 3위 결정전 | 3위 결정전 |
| 연도 | 개최국              | 우승     | 점수    | 준우승   | 3위            | 점수     | 4위        |            |            |
| 1991 | 웨일스              | 미국     | 19 - 6  | 잉글랜드 | 프랑스         | 공동 3위 | 뉴질랜드   |            |            |
| 1994 | 스코틀랜드          | 잉글랜드 | 38 - 23 | 미국     | 프랑스         | 27 - 0   | 웨일스     |            |            |
| 1998 | 네덜란드            | 뉴질랜드 | 44 - 12 | 미국     | 잉글랜드       | 31 - 15  | 캐나다     |            |            |
| 2002 | 스페인              | 뉴질랜드 | 19 - 9  | 잉글랜드 | 프랑스         | 41 - 7   | 캐나다     |            |            |
| 2006 | 캐나다              | 뉴질랜드 | 25 - 17 | 잉글랜드 | 프랑스         | 17 - 8   | 캐나다     |            |            |
| 2010 | 잉글랜드            | 뉴질랜드 | 13 - 10 | 잉글랜드 | 오스트레일리아 | 22 - 8   | 프랑스     |            |            |
| 2014 | 프랑스              | 잉글랜드 | 21 - 9  | 캐나다   | 프랑스         | 25 - 18  | 아일랜드   |            |            |
| 2017 | 아일랜드 북아일랜드 | 뉴질랜드 | 41 - 32 | 잉글랜드 | 프랑스         | 31 - 23  | 미국       |            |            |
| 2021 | 뉴질랜드            |          |         |          |                |          |            |            |            |

## 같이 보기
- 럭비 월드컵